# Nastri d'argento - Grandi Serie 2023
La 3ª edizione dei Nastri d'argento - Grandi Serie si è tenuta il 17 giugno 2023 presso il Teatro di corte di Palazzo Reale di Napoli. Le candidature sono state annunciate il 12 maggio 2023.

## Premi e candidature
I vincitori sono indicati in grassetto, a seguire gli altri candidati.

### Miglior serie TV
- Esterno notte, regia di Marco Bellocchio
- La vita bugiarda degli adulti, regia di Edoardo De Angelis
- The Bad Guy, regia di Giuseppe G. Stasi e Giancarlo Fontana
- The Good Mothers, regia di Julian Jarrold e Elisa Amoruso
- Tutto chiede salvezza, regia di Francesco Bruni

### Miglior serie TV - Crime
- La legge di Lidia Poët, regia di Matteo Rovere e Letizia Lamartire
- Christian - Seconda stagione, regia di Stefano Lodovichi
- Il Patriarca, regia di Claudio Amendola
- Rocco Schiavone - Quinta stagione, regia di Simone Spada
- Sei donne - Il mistero di Leila, regia di Vincenzo Marra

### Miglior serie TV - Dramedy
- Prisma, regia di Ludovico Bessegato
- Black Out - Vite sospese, regia di Riccardo Donna
- Corpo Libero, regia di Cosima Spender e Valerio Bonelli
- Resta con me, regia di Monica Vullo
- Shake, regia di Giulia Gandini

### Miglior serie TV - Commedia
- Call My Agent - Italia, regia di Luca Ribuoli
- Boris - Quarta stagione, regia di Giacomo Ciarrapico e Luca Vendruscolo
- I delitti del BarLume, regia di Roan Johnson e Milena Cocozza
- Incastrati - Seconda stagione, regia di Ficarra e Picone
- Sono Lillo, regia di Eros Puglielli

### Miglior Docuserie
- Circeo, regia di Andrea Molaioli
- Il caso Alex Schwazer, regia di Massimo Cappello
- L'Ora - Inchiostro contro piombo, regia di Piero Messina, Ciro D'Emilio e Stefano Lorenzi
- Vatican Girl: la scomparsa di Emanuela Orlandi, regia di Mark Lewis
- Wanna, regia di Nicola Prosatore

### Miglior film TV
- Filumena Marturano, regia di Francesco Amato
- Fernanda, regia di Maurizio Zaccaro
- Tina Anselmi - Una vita per la democrazia, regia di Luciano Manuzzi

### Miglior attrice protagonista
- Margherita Buy - Esterno notte
- Barbara Chichiarelli - The Good Mothers
- Matilda De Angelis - La legge di Lidia Poët
- Giordana Merengo e Valeria Golino - La vita bugiarda degli adulti
- Claudia Pandolfi - The Bad Guy

### Miglior attore protagonista
- Fabrizio Gifuni - Esterno notte
- Francesco Colella - The Good Mothers
- Marco Giallini - Rocco Schiavone - Quinta stagione
- Luigi Lo Cascio - The Bad Guy
- Edoardo Pesce - Christian - Seconda stagione

### Miglior attore non protagonista
- Andrea Pennacchi - Tutto chiede salvezza
- Vinicio Marchioni - Django
- Gabriel Montesi - Esterno notte
- Alessandro Preziosi - La vita bugiarda degli adulti
- Tony Sperandeo - Incastrati - Seconda stagione

### Miglior attrice non protagonista
- Valentina Bellè - The Good Mothers
- Selene Caramazza - The Bad Guy
- Emanuela Fanelli - Call My Agent - Italia
- Daniela Marra - Esterno notte
- Pina Turco - La vita bugiarda degli adulti

## Premi Speciali
I vincitori sono indicati in grassetto.

### Serie TV dell'anno
- Mare fuori

### Nastro della legalità - Serie
- Tutto per mio figlio, regia di Umberto Marino

### Nastro d'argento Speciale - Cameo
- Paolo Sorrentino - Call My Agent - Italia

### Nastro d'argento Speciale - Direzione artistica
- Francesca Comencini - Django

### Nastro d'argento Speciale - Per un'icona amata dal pubblico
- Luisa Ranieri
- Elena Sofia Ricci
- Claudio Amendola

### Nastro d'argento Speciale - Per i 30 anni di successi
- Lux Vide

### Nastro d'argento Speciale
- Solo per passione - Letizia Battaglia fotografa
- Mina Settembre

### Premio Nuovo Imaie 2023
- Francesco Arca e Mario di Leva - Resta con me

### Premio Fondazione Claudio Nobis
- Selene Caramazza

### Premio Biraghi - Serie
- Federico Cesari - Tutto chiede salvezza
- Fotinì Peluso - Tutto chiede salvezza

### Premio Persol - Giovane Promessa
- Federico Cesari

### Premio Pianegonda - Per la classe e lo stile
- Elena Sofia Ricci

### Premio Campo Marzio - Per la sceneggiatura
- Marco Bellocchio - Esterno notte
- Stefano Bises - Esterno notte
- Ludovica Rampoldi - Esterno notte
- Davide Serino - Esterno notte

### Premio per l'immagine - Wella Professionals
- Fotinì Peluso